# Ciśnienie onkotyczne
Ciśnienie onkotyczne (π) – rodzaj ciśnienia osmotycznego wywieranego przez roztwór koloidalny białek obecnych w osoczu krwi. Zawartość białek w osoczu krwi jest wyższa od tej w płynie międzykomórkowym, toteż ciśnienie onkotyczne krwi w naczyniach krwionośnych jest wyższe od ciśnienia osmotycznego w obrębie płynów tkankowych. Zapobiega to przesiękom wody z elektrolitami z osocza krwi do tkanek. Główną rolę w regulowaniu ciśnienia onkotycznego odgrywają albuminy – białka produkowane w wątrobie. W stanach chorobowych, w których następuje obniżenie poziomu białek w osoczu (np. przy białkomoczu lub niedożywieniu), zmniejszone ciśnienie onkotyczne prowadzić może do powstania obrzęku, będącego jednym z pierwszych objawów wskazujących na niewydolność wątroby.